# パブロ・アンドゥハル
パブロ・アンドゥハル・アルバ（Pablo Andújar Alba, 1986年1月23日 - ）は、スペイン・カスティーリャ・ラ・マンチャ州クエンカ出身の男子プロテニス選手。自己最高ランキングはシングルス32位、ダブルス74位。ATPツアーでシングルス4勝を挙げている。身長180cm、体重76kg。右利き、バックハンド・ストロークは両手打ち。

## 選手経歴

### ジュニア時代
ジュニア時代は67勝16敗(ダブルスで48勝14敗)、2004年6月にジュニア世界ランキング5位にランクインされた。また、マルセル・グラノリェルスとペアを組み2004年全仏オープンジュニア男子ダブルスで優勝した。

### 2011年 ツアー初優勝
2011年4月ハサン2世グランプリにてツアー初優勝を果たした。

### 2012年 ツアー2勝目
昨年ツアー初優勝を果たしたハサン2世グランプリでも連覇を果たしてツアー2勝目を挙げた。

### 2013年 マスターズベスト4
2013年5月世界ランキング113位の時のマドリード・オープンにワイルドカードで出場。世界ランク11位のマリン・チリッチ、ジョン・イズナー、ダニエル・ヒメノ＝トラベル、世界ランク15位の錦織圭を破り、自身マスターズ1000初のベスト4に進出する。

### 2014年 ツアー3勝目
スイス・オープン・グシュタード ではフアン・モナコを破り、ツアー3勝目を挙げた。

### 2015年 ATP500初の決勝進出
2015年バルセロナ・オープンにて世界12位のフェリシアーノ・ロペス、世界7位のダビド・フェレールらを破りATP500のシングルスで初の決勝進出を果たす。決勝で錦織圭に敗れ準優勝。7月には自己最高位を更新する32位を記録した。

### 2016年 ツアー4勝目
2016年と2017年は右肘の故障で長期離脱を余儀無くされたが、プロテクトランキングで出場した2018年4月のハサン2世グランプリ決勝でカイル・エドマンドに勝利し、4年ぶりのツアー優勝となる通算4勝目を挙げる。

### 2019年 グランドスラム4回戦進出
全米オープンでは1回戦でカイル・エドマンドをフルセットで下して、2回戦ではロレンツォ・ソネゴ、3回戦ではアレクサンダー・ブブリクらをストレートで破り、グランドスラム初の4回戦進出。4回戦では第13シードのガエル・モンフィスに敗れた。

### 2021年 全仏ダブルスベスト4
全仏オープンでは第4シードのドミニク・ティエムを4-6, 5-7, 6-3, 6-4, 6-4のフルセットで破る大金星を挙げた。2回戦ではフェデリコ・デルボニスにフルセットの末に敗れた。しかし同大会のダブルスではベスト4入りを果たした。

## ATPツアー決勝進出結果

### シングルス: 9回 (4勝5敗)
| 大会グレード                            |
| グランドスラム (0-0)                    |
| ATPワールドツアー・ファイナル (0-0)     |
| ATPワールドツアー・マスターズ1000 (0-0) |
| ATPワールドツアー・500シリーズ (0–1)    |
| ATPワールドツアー・250シリーズ (4–4)    |

| サーフェス別タイトル |
| ハード (0–0)         |
| クレー (4–5)         |
| 芝 (0-0)             |
| カーペット (0-0)     |

| 結果   | No. | 決勝日        | 大会               | サーフェス | 対戦相手                     | スコア      |
| ------ | --- | ------------- | ------------------ | ---------- | ---------------------------- | ----------- |
| 準優勝 | 1.  | 2010年9月26日 | ブカレスト         | クレー     | フアン・イグナシオ・チェラ   | 5–7, 1–6    |
| 優勝   | 1.  | 2011年4月10日 | カサブランカ       | クレー     | ポティート・スタラーチェ     | 6–1, 6–2    |
| 準優勝 | 2.  | 2011年7月17日 | シュトゥットガルト | クレー     | フアン・カルロス・フェレーロ | 4–6, 0–6    |
| 準優勝 | 3.  | 2011年9月25日 | ブカレスト         | クレー     | フロリアン・マイヤー         | 3–6, 1–6    |
| 優勝   | 2.  | 2012年4月15日 | カサブランカ       | クレー     | アルベルト・ラモス           | 6–1, 7–6(5) |
| 優勝   | 3.  | 2014年7月27日 | グシュタード       | クレー     | フアン・モナコ               | 6–3, 7–5    |
| 準優勝 | 4.  | 2015年4月26日 | バルセロナ         | クレー     | 錦織圭                       | 4–6, 4–6    |
| 優勝   | 4.  | 2018年4月15日 | マラケシュ         | クレー     | カイル・エドマンド           | 6–2, 6–2    |
| 準優勝 | 5.  | 2019年4月14日 | マラケシュ         | クレー     | ブノワ・ペール               | 2–6, 3–6    |

### ダブルス: 6回 (0勝6敗)
| 結果   | No. | 決勝日        | 大会                   | サーフェス | パートナー                   | 対戦相手                                      | スコア           |
| ------ | --- | ------------- | ---------------------- | ---------- | ---------------------------- | --------------------------------------------- | ---------------- |
| 準優勝 | 1.  | 2011年2月13日 | サンパウロ             | クレー     | ダニエル・ヒメノ＝トラベル   | マルセロ・メロ ブルーノ・ソアレス             | 5–7, 3–6         |
| 準優勝 | 2.  | 2012年2月5日  | ビニャ・デル・マール   | クレー     | カルロス・ベルロク           | フレデリコ・ジル ダニエル・ヒメノ＝トラベル   | 4–6, 4–6         |
| 準優勝 | 3.  | 2012年8月25日 | ウィンストン・セーラム | ハード     | レオナルド・マイエル         | サンティアゴ・ゴンサレス スコット・リプスキー | 3-6, 6-4, [2–10] |
| 準優勝 | 4.  | 2013年7月28日 | グシュタード           | クレー     | ギリェルモ・ガルシア＝ロペス | ジェイミー・マリー ジョン・ピアーズ           | 3–6, 4–6         |
| 準優勝 | 5.  | 2015年2月21日 | リオデジャネイロ       | クレー     | オリバー・マラチ             | マルティン・クリザン フィリップ・オズワルド   | 6–7(3), 4–6      |
| 準優勝 | 6.  | 2015年3月1日  | ブエノスアイレス       | クレー     | オリバー・マラチ             | ヤルコ・ニエミネン アンドレ・サ               | 6–4, 4–6, [7–10] |

## 成績
略語の説明
| W | F | SF | QF | #R | RR | Q# | LQ | A | Z# | PO | G | S | B | NMS | P | NH |

W=優勝, F=準優勝, SF=ベスト4, QF=ベスト8, #R=#回戦敗退, RR=ラウンドロビン敗退, Q#=予選#回戦敗退, LQ=予選敗退, A=大会不参加, Z#=デビスカップ/BJKカップ地域ゾーン, PO=デビスカップ/BJKカッププレーオフ, G=オリンピック金メダル, S=オリンピック銀メダル, B=オリンピック銅メダル, NMS=マスターズシリーズから降格, P=開催延期, NH=開催なし.
| 大会           | 2007 | 2008 | 2009 | 2010 | 2011 | 2012 | 2013 | 2014 | 2015 | 2016 | 2017 | 2018 | 2019 | 通算成績 |
| -------------- | ---- | ---- | ---- | ---- | ---- | ---- | ---- | ---- | ---- | ---- | ---- | ---- | ---- | -------- |
| 全豪オープン   | A    | A    | 1R   | A    | 1R   | 2R   | 1R   | 2R   | 1R   | 1R   | A    | LQ   | 1R   | 2–8      |
| 全仏オープン   | A    | 2R   | 2R   | 2R   | 2R   | 2R   | 1R   | 1R   | 3R   | A    | A    | 1R   | 1R   | 7–10     |
| ウィンブルドン | LQ   | A    | 1R   | A    | 1R   | 1R   | 1R   | 1R   | 3R   | A    | A    | A    | 1R   | 2–7      |
| 全米オープン   | A    | 1R   | A    | A    | 1R   | 2R   | 2R   | 2R   | 1R   | A    | A    | A    | 4R   | 6–7      |

### 大会最高成績
| 大会                 | 成績 | 年               |
| -------------------- | ---- | ---------------- |
| ATPファイナルズ      | A    | 出場なし         |
| インディアンウェルズ | 4R   | 2012             |
| マイアミ             | 3R   | 2011             |
| モンテカルロ         | 2R   | 2012-2014        |
| マドリード           | SF   | 2013             |
| ローマ               | 1R   | 2012, 2014       |
| カナダ               | 2R   | 2012, 2013, 2015 |
| シンシナティ         | 3R   | 2012             |
| 上海                 | 2R   | 2013             |
| パリ                 | 2R   | 2013             |
| オリンピック         | 1R   | 2020             |
| デビスカップ         | A    | 出場なし         |